# Реголит
Реголит (грчки: „стена прекривач") је растресити слој хетерогеног материјала који прекрива чврсту стену. Реголит је присутан на Земљи, Месецу, неким астероидима, и другим планетама. Овај термин први је дефинисао Г. П. Мерил 1897 на следећи начин, „Местимично је овај покривач начињен од материјала насталог од стена услед климатских утицаја или растом биљака лат. in situ. У другим случајевима то је фрагментирана стена и мање или више распаднута материја нанесена ветром, водом или ледом са других места. Овај целокупни омотач од неконсолидованог материјала, било које природе или порекла, предложен је да се назива реголитом."
На Земљи, реголитом се сматра „све између свеже стене и ваздуха“, и састоји се од:
- Тла или педолита
- Алувијума или рецентно транспортованог нелитификованог покривача
- Сапролита, генерално подељеног на
  - Горњи: потпуно оксидисали бедрок
  - Доњи: хемијски осиромашена делимично разорена стена под утицајем температурних промена
  - Сапрок: изломљени бедрок са изменама по маргинама лома.

Условно, на пример у кратонима, танки прослојци неконсолидованог алувијума, колувијума или шут могу се сматрати делом реголита, нарочито ако су значајно млађи од бедрока.
Реголит настаје на Земљи услед дејстава промене температуре и биолошких процеса на стенску масу; ако садржи значајне количине биолошких остатака по конвенцији назива се тло.
Постојање реголита је један од кључних фактора за опстанак већине живих бића на планети, пошто постоји само мали број биљака које могу да расу у чврстим стенама и пошто би за животиње било немогуће да копају јаме и праве заклоне без постојања трошног материјала.